# Ibn Kathir
Ismail ibn Kathir (arabiska: ابن كثير, fullständigt namn Abu Al-Fida, 'Imad Ad-Din Isma'il bin 'Umar bin Kathir Al-Qurashi Al-Busrawi), född 1301 i Busra ash-Sham, Syrien, död februari 1373 i Damaskus, var en islamisk lärd qadi och berömd författare av kommentarer till Koranen. Han tillhörde rättsskolan Shafi.